# Christian Friedrich Ruppe
Christian Friedrich Ruppe (* 22. August 1753 in Salzungen; † 25. Mai 1826 im niederländischen Leiden) war ein holländischer Musiker und Komponist deutscher Herkunft.

## Leben
Christian Friedrich Ruppes Vater Ernst Salomon Ruppe hatte sich als Hutmacher seinen Lebensunterhalt erworben. Zudem hatte er Orgeln in Langenfeld und Wildprechtroda gefertigt und war als Organist in Erscheinung getreten. Christian Friedrichs Mutter hieß Elisabeth Christina Walch. Er war der Bruder des Meininger Herzoglichen Rats, Kammersekretärs und Musikers Friedrich Christian Ruppe (* 18. Februar 1771 in Salzungen; † 4. August 1834 in Meiningen). Er lebte bis auf wenige Unterbrechungen in Leiden, wo er sich am 20. Juni 1787 als Student der Philologie an der Universität immatrikulierte. 
Er arbeitete als Organist an der dortigen lutherischen Kirche sowie ab dem 18. Oktober 1790 als Kapellmeister, Musikdirektor, Chorleiter und Musiklehrer an der Universität. Ab 1796 engagierte er sich bei der Gründung eines Waisenhauschores. 1808 wurde ihm die Aufgabe erteilt Unterweisungen über die Theorie der Musik an der Hochschule zu geben und am 13. Mai 1816 wurde Ruppe, auf Betreiben des Königs Wilhelm I., zum Dozenten für Tonkunst ernannt. Unter Rheuma und einer Augenkrankheit leidend starb er 1826. Sein Grab befindet sich in Katwijk.
Zu seinem kompositorischen Schaffen gehören Kantaten, Lieder, Kammermusik und Klavierstücke, ferner eine zweibändige musiktheoretische Abhandlung über moderne Musik (Theorie der hedendaagsche muzijk. 1808/1809).

## Werke (Auswahl)
- Grand Trio für Klarinette, Fagott und Klavier, op. 2, Verlag Surbiton, Surrey, England. Rosewood Publications, 2000.
- Six Sonates pour le Clavecin ou le Pianoforte avec accompagnement d'un Violon et Violoncelle für Klavier, Violine und Violoncello, op. 2 (Triosonate)
- Trois Sonates pour le Clavecin ou le Pianoforte avec accompagnement d’un Violon et Violoncelle für Klavier, Violine und Violoncello, op. 4 (Triosonate)
- Dixhuit Pièces pour Orgue ou Piano-Forte (1798), für Orgel oder Klavier, op. 10, Erve Muziek, Gorssel (2016)
- Drei Sonaten für Flöte oder Violine und Klavier, op. 11, Verlag Albersen, Den Haag (ca. 1950)
- Trois ballets caractéristiques pour le piano-forte, op. 17 (ca. 1810)
- Ouverture turque, op. 20 (Ouvertüre)
- Sonate pour le Pianoforte, Violon et Violoncelle, Es-Dur, op. 26 (Triosonate)
- Sonate pour le Pianoforte avec accompagnement de Violon et Violoncelle, d-Moll, op. 27
- Ouverture tartare, op. 28

Schriften
- Twaalf gezangen, gecomponeert voor drie stemmen. Leiden 1802 (Online)
- Tweede twaalftal gezangen, gecomponeerd voor drie stemmen. Leiden 1807 (Online)
- Theorie der hedendaagsche muzijk. 2. Bd. Amsterdam 1810 (Online)
- Koor voor godsdienstige zanggenootschappen, gecomponeerd op drie stemmenmet Accompagnement van het Orgel of de Forte-Piano. Leiden 1822 (Online)
- De geboorte van Jezus. Oratorium. 1831 (herausgegeben durch Rhijnvis Feith)

## Diskografie (Auswahl)
- Weihnachtskantaten: Psalm 98 - Adagio - Cantate Andante Maestoso - Aria, Larghetteo con espressione - Coro, Larghetto - Recitativos - Duetto - Coro - De Lofzang der Engelen - Coro Finale Meastoso & Osterkantaten: Psalm 118: 11-14 - Jezus verreezen - Paaschlied - Jezus opstanding - Psalm 150: 1, 2, 3 (Label NM, DDD, 95). 1999.